# Кримолуа
Кримолуа́ (фр. Crimolois) — коммуна во Франции, находится в регионе Бургундия. Департамент коммуны — Кот-д’Ор. Входит в состав кантона Дижон 2-й кантон. Округ коммуны — Дижон.
Код INSEE коммуны — 21213.

## Население
Население коммуны на 2010 год составляло 642 человека.
| 1962 | 1968 | 1975 | 1982 | 1990 | 1999 | 2010 |
| ---- | ---- | ---- | ---- | ---- | ---- | ---- |
| 260  | 279  | 341  | 388  | 505  | 523  | 642  |

## Экономика
В 2010 году среди 441 человека трудоспособного возраста (15—64 лет) 321 были экономически активными, 120 — неактивными (показатель активности — 72,8 %, в 1999 году было 69,8 %). Из 321 активных жителей работали 301 человек (159 мужчин и 142 женщины), безработных было 20 (12 мужчин и 8 женщин). Среди 120 неактивных 51 человек были учениками или студентами, 47 — пенсионерами, 22 были неактивными по другим причинам.